# 埃科尔塞
埃科尔塞（法語：Écorcei，法語發音：[ekɔʁsɛ] ⓘ）是法国奥恩省的一个市镇，位于该省东部，属于莫尔塔涅欧佩什区。

## 地理
埃科尔塞（48°43'12"N, 0°34'46"E）面积9.47 平方千米，位于法国诺曼底大区奧恩省，该省份为法国西北部内陆省份，北起顺时针与卡爾瓦多斯省、厄尔省、厄尔-卢瓦省、萨尔特省、马耶讷省和芒什省接壤。
与埃科尔塞接壤的市镇（或旧市镇、城区）包括：赖镇、奥布、欧盖斯、布勒泰勒、拉沙佩勒维耶勒、莱格勒、莱萨斯普尔。

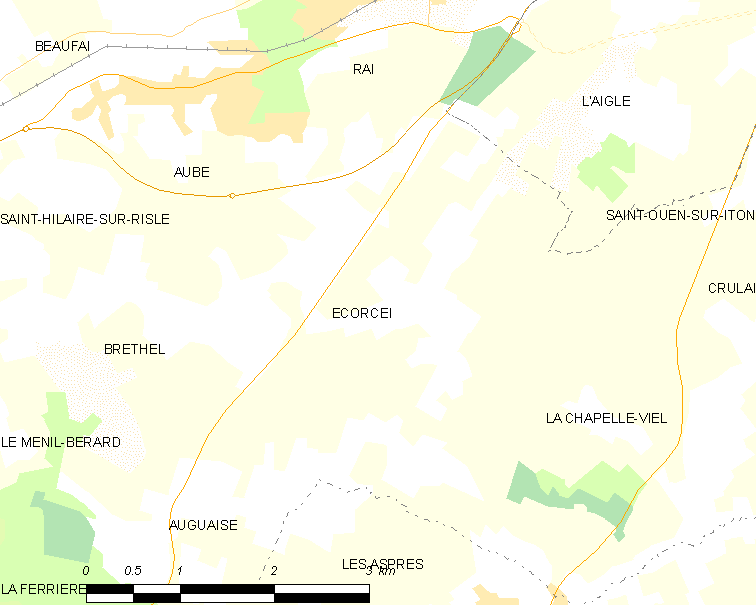
埃科尔塞的OSM定位图

埃科尔塞的时区为UTC+01:00、UTC+02:00（夏令时）。

## 行政
埃科尔塞的邮政编码为61270，INSEE市镇编码为61151。

## 政治
埃科尔塞所属的省级选区为赖村县。

## 人口

1962-2008年间埃科尔塞人口变化图示

埃科尔塞于2022年1月1日时的人口数量为376人。